# Марча
Марча (рум. Marcea) — село у повіті Вилча в Румунії. Входить до складу комуни Іонешть.
Село розташоване на відстані 156 км на захід від Бухареста, 24 км на південний захід від Римніку-Вилчі, 72 км на північний схід від Крайови, 136 км на південний захід від Брашова.

## Населення
За даними перепису населення 2002 року у селі проживали 499 осіб, усі — румуни. Усі жителі села рідною мовою назвали румунську.